# Kościół Matki Bożej Różańcowej w Kuziach
Kościół Matki Bożej Różańcowej w Kuziach – rzymskokatolicki kościół parafialny należący do dekanatu Myszyniec oraz diecezji łomżyńskiej.

## Historia
Parafia w Kuziach powstała z powodu zbyt dużej odległości do kościołów w Zbójnej i Lipnikach. O nową jednostkę kościelną starali się mieszkańcy wsi Kuzie, Plewki, Popiołki, Wyk i Złota Góra, początkowo także Baba. Ostatecznie mieszkańcy Baby pozostali przy parafii Lipniki.
Od 1920 w Kuziach w stodole przerobionej na kaplicę odprawiano nabożeństwa. Budynek ofiarowała Ewa Nalewajek z Kuziów.
Projektantem kościoła był Rudolf Macura. Projekt sporządził w marcu 1921. Jednak dzisiejszy kształt świątyni nie jest tożsamy z projektem Macura. Architekt zaplanował trójnanowy kościół na planie prostokąta z wysoką wieżą na planie kwadratu, która miała zdobić fronton świątyni. Kościół zaprojektowano z uwzględnieniem miejscowego stylu kurpiowskiego, w całości bardzo pięknego. Miał mieć 20 sążni długości i 14 sążni szerokości. Zapewne z powodu wyskoich kosztów lub z powodu trudności konstrukcyjnych zrezygnowano z wieży, zastępując ją wolnostojącą dzwonnicą. Uproszczono bryłę dachu. Wzorowano się na ukończonym 2 lata wcześniej kościele w Dobrym Lesie, którego projektantem mógł być Macura. Rezygnacja z pierwotnych planów Macury, spowodowana wolą parafian z Kuziów albo decyzją biskupa łomżyńskiego, sprawiła, że w późniejszych latach Macura nie przyznawał się do projektu kościoła w Kuziach.
Kościół stanął dzięki gospodarzy z Kuziów i okolicznych wsi. Materiały budowlane wykorzystano m.in. z rozebranych stodół (kamienie z Zabiela). Fundamenty poświęcono 20 sierpnia 1921. Budowę prowadził majster Szczepan Siwek z Wanacji. Inwestycja była prowadzona dzięki staraniom ks. Marcjana Dąbrowskiego z Łosewa.
Kościół kilka razy remontowano, ostatni raz w latach 1995–2000. Był wielokrotnie malowany.
Świątynia ma formę charakterystyczną dla budownictwa ludowego na Kurpiach Zielonych. Jest wpisana do rejestru zabytków (nr rej. A-521 z 24 listopada 1994).

## Architektura
Kościół stoi w centrum wsi Kuzie, przy drodze Łomża–Myszyniec. Jest drewniany, na fundamencie z granitowych bloków i takim cokole, ze szczytem na północ. Nad podwaliną wykonano drewniany okap. Ściany wystawiono w konstrukcji zrębowej wzmocnionej lisicami. Kościół jest oszalowany zewnątrz i wewnątrz deskami poziomymi i pionowymi. Więźba dachowa krokwiowa wzmocniona jętkami na wiązarach usztywnionych stolcami. Kościół kryty jest dwuspadowym dachem z blachy z ażurową sygnaturką na planie czworoboku. W każdej z elewacji sygnaturki zauważamy po dwie arkadki, nad nimi gzyms i namiotowy hełm z iglicą. Sygnaturkę umieszczono nad prezbiterium krytym trójpołaciowym dachem. Jest podniesione o jeden stopień w stosunku do podłogi nawy głównej i bocznych.
Kościół został zbudowany na planie prostokąta. Kruchta kościoła wydzielona jest na planie prostokąta. Za nią znajduje się klatka schodowa na chór muzyczny z lekko wybrzuszoną balustradą, a po drugiej stronie składzik. Klatka schodowa i składzik są zorganizowane na rzucie kwadratu. Kościół ma trzy czteroprzęsłowe nawy. Nawa główna jest dwa razy szersza od bocznych i wyższa od bocznych. Nawy boczne oddzielono od głównej słupami z zastrzałami w górnej części. Prezbiterium jest tej samej szerokości co nawa główna, zamknięte trójbocznie. Z obu stron prezbiterium wydzielono prostokątne zakrystie. Jest to układ podobny do wnętrza kościoła w Dobrym Lesie. Stropy są drewniane: nad nawami bocznymi, zakrystiami i kruchtą płaskie, a w nawie głównej, prezbiterium i nad chórem beczkowe oszalowane. W absydzie prezbiterium zauważamy pseudokonchę.
Fasada jest trójosiowa. Do kościoła wchodzimy przez betonowe schody i drewniane dwuskrzydłowe drzwi flankowane dwoma mniejszymi drzwiami. Na osi mniejszych drzwi umieszczono małe prostokątne okna. Fasadę wieńczy trójkątny szczyt z niszą, w której umieszczono figurę Maryi. Powyżej są dwa małe okrągłe otwory. Drzwi na ścianach bocznych są jednoskrzydłowe. Drzwi na elewacji frontowej i bocznych są szalowane w romby. Drzwi do zakrystii są jednoskrzydłowe i płycinowe. W nawach prostokątne okna w drewnianych ramach, wypełnione witrażami.
Ściany naw i prezbiterium są malowane. W 1973 kościół został pokryty polichromią o motywach kurpiowskich.
Organy w 1930 wykonał Bolesław Dołbniak.

## Galeria

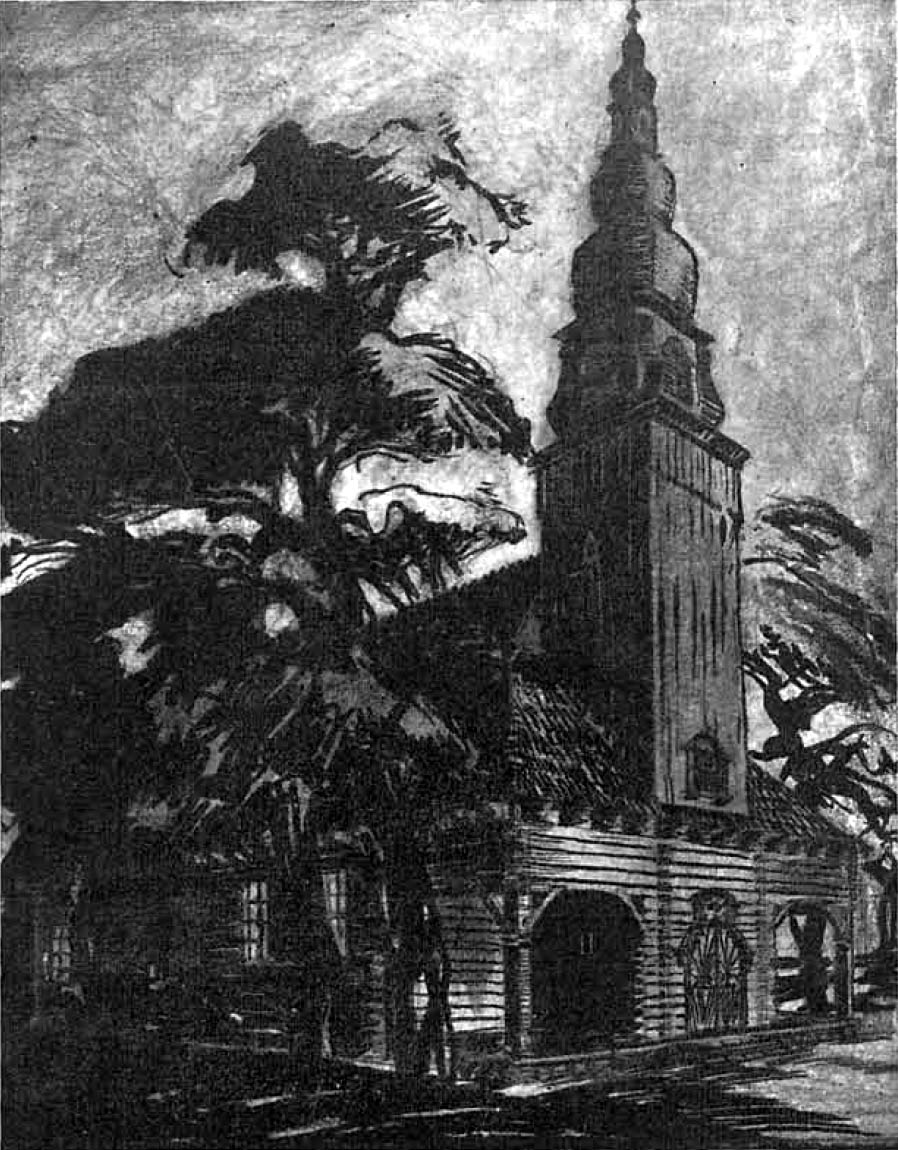
Niezrealizowany projekt kościoła w Kuziach autorstwa Rudolfa Macury
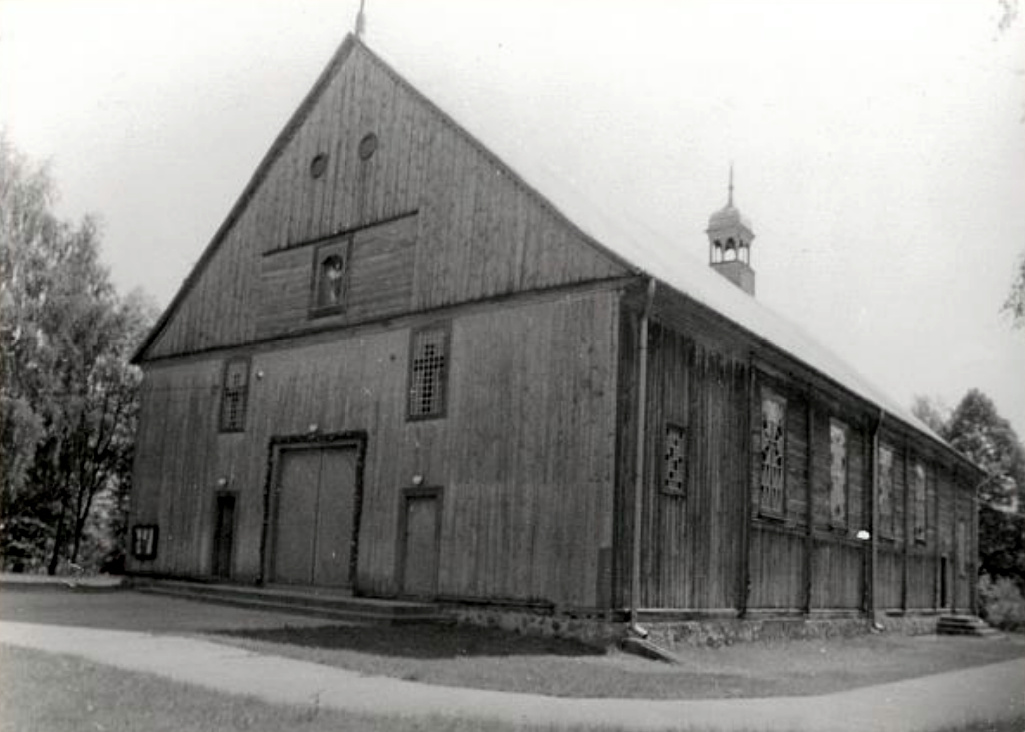
Elewacja frontowa i boczna (1986)
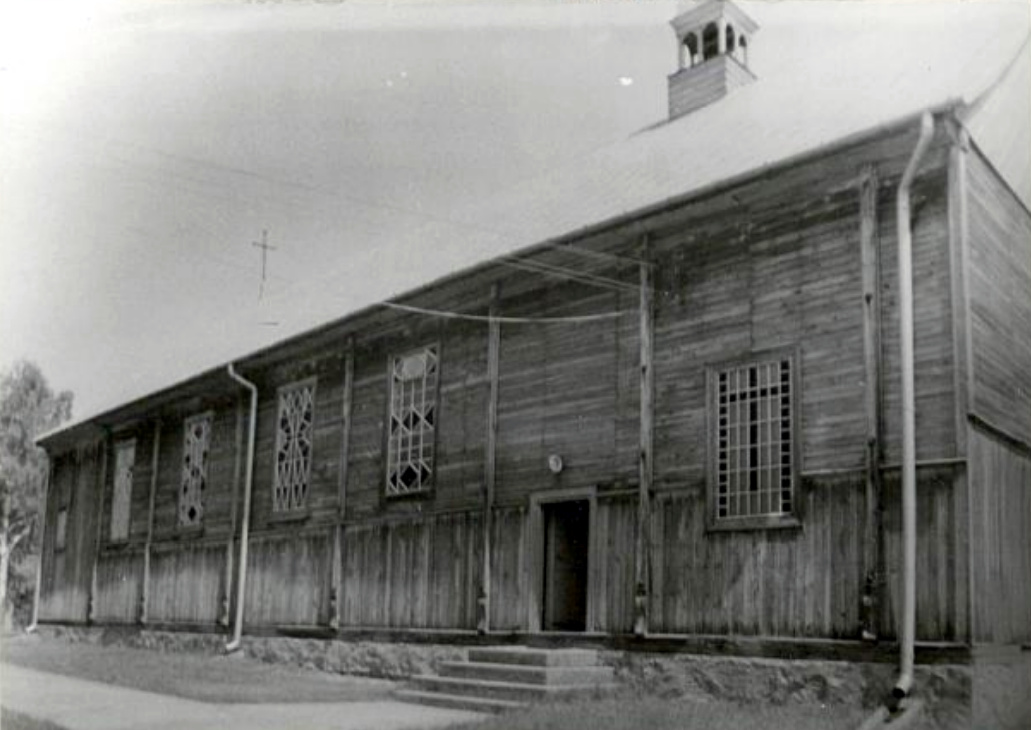
Elewacja boczna (1986)
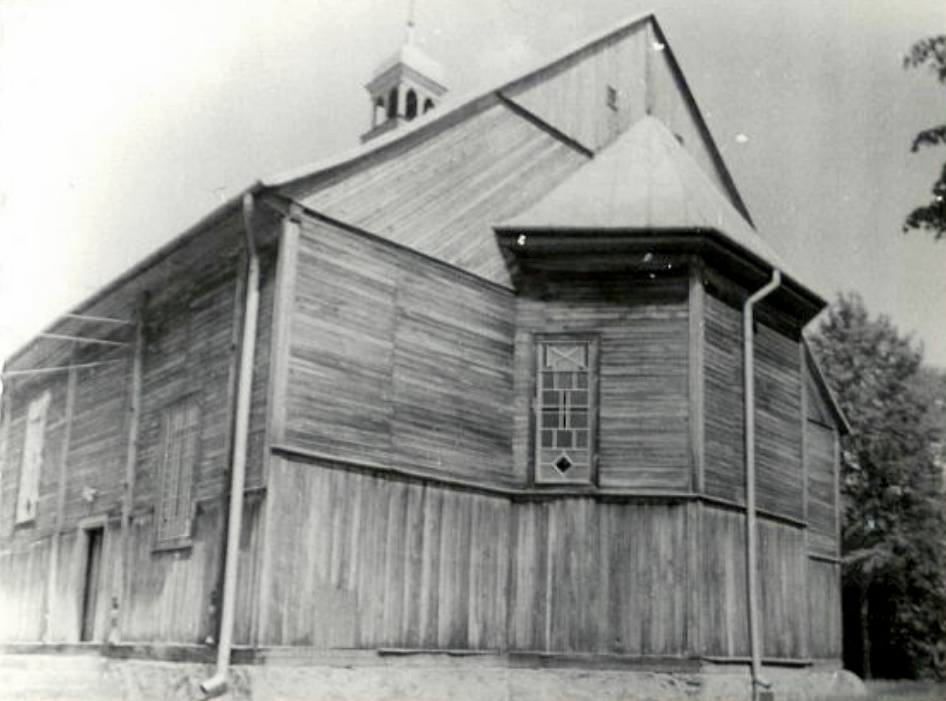
Widok od strony prezbiterium (1986)
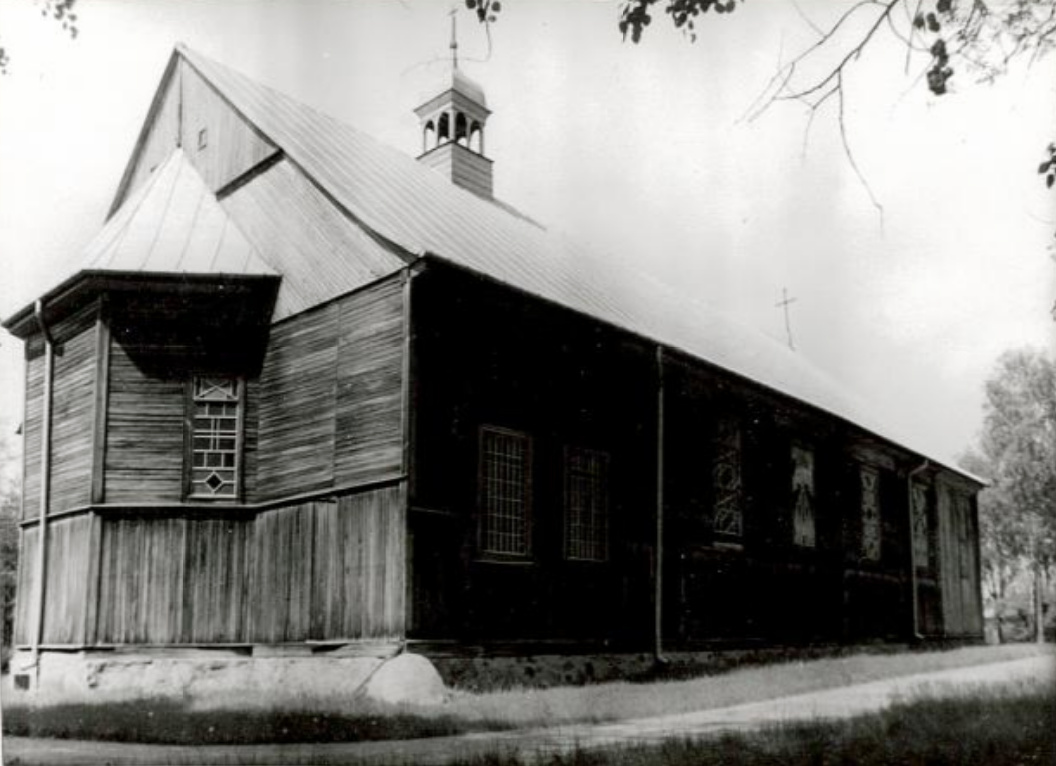
Widok od strony prezbiterium (1986)
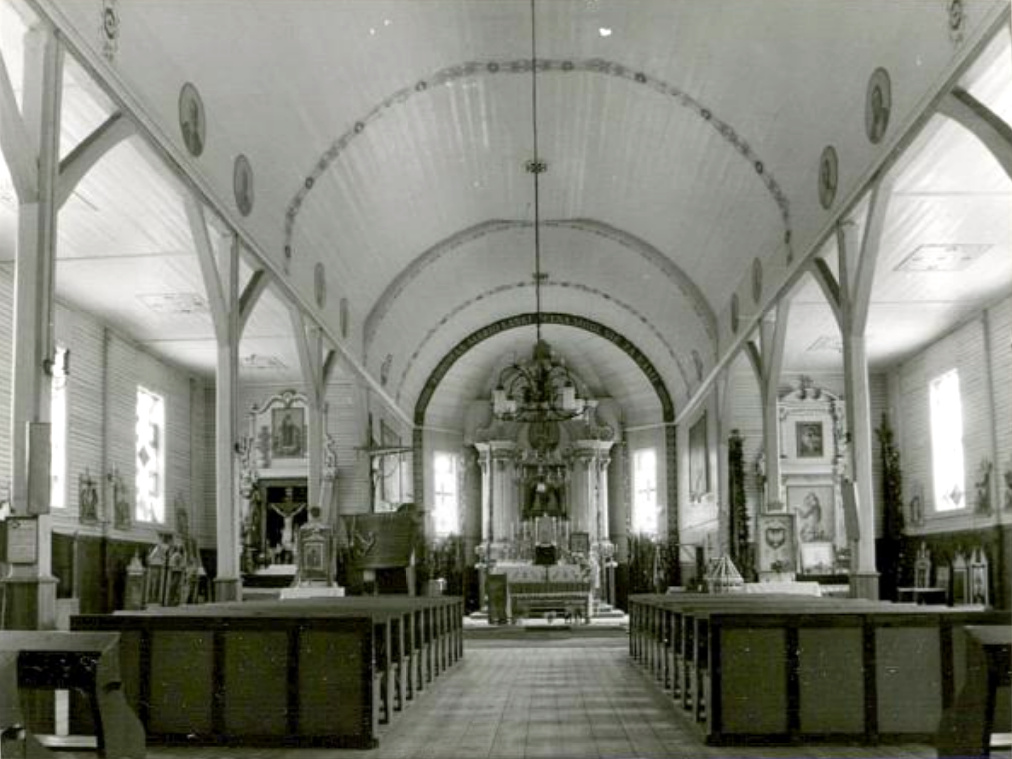
Widok na nawę główną w stronę prezbiterium (1986)
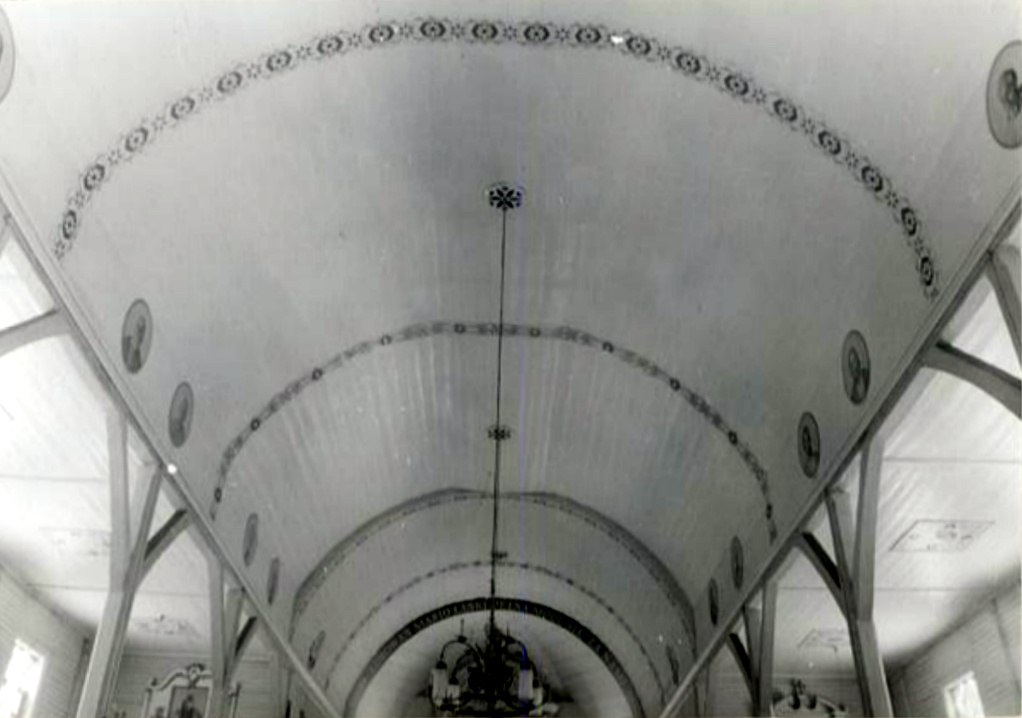
Strop nawy główej (1986)
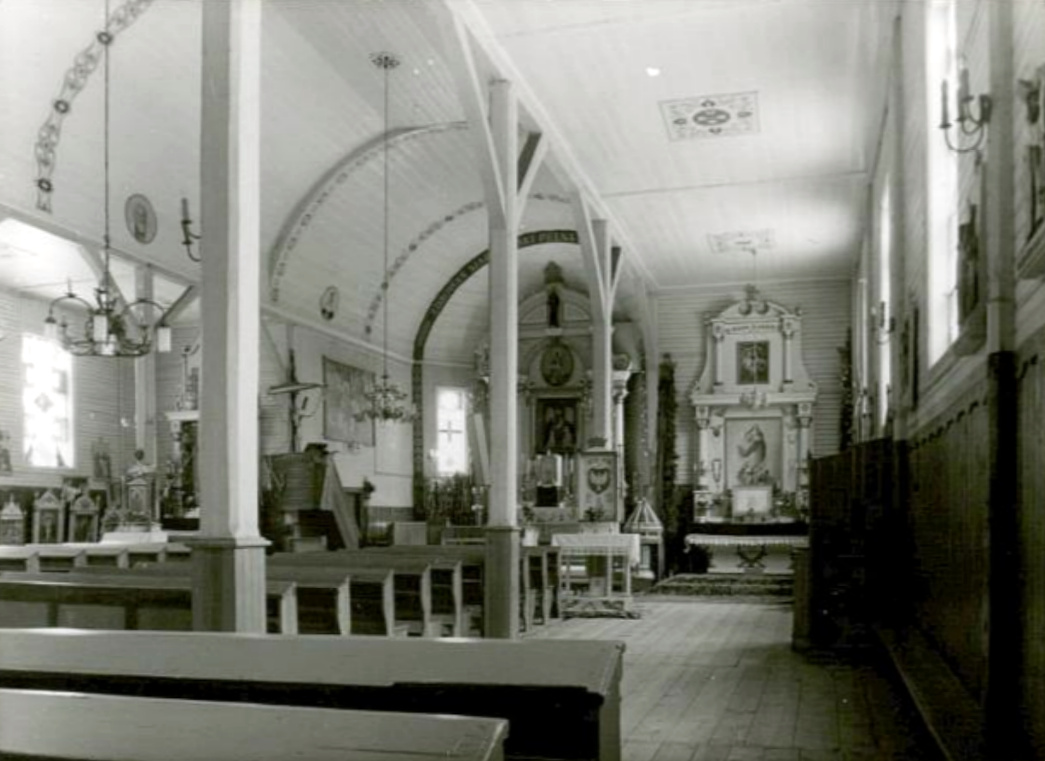
Widok z nawy bocznej w stronę prezbiterium (1986)
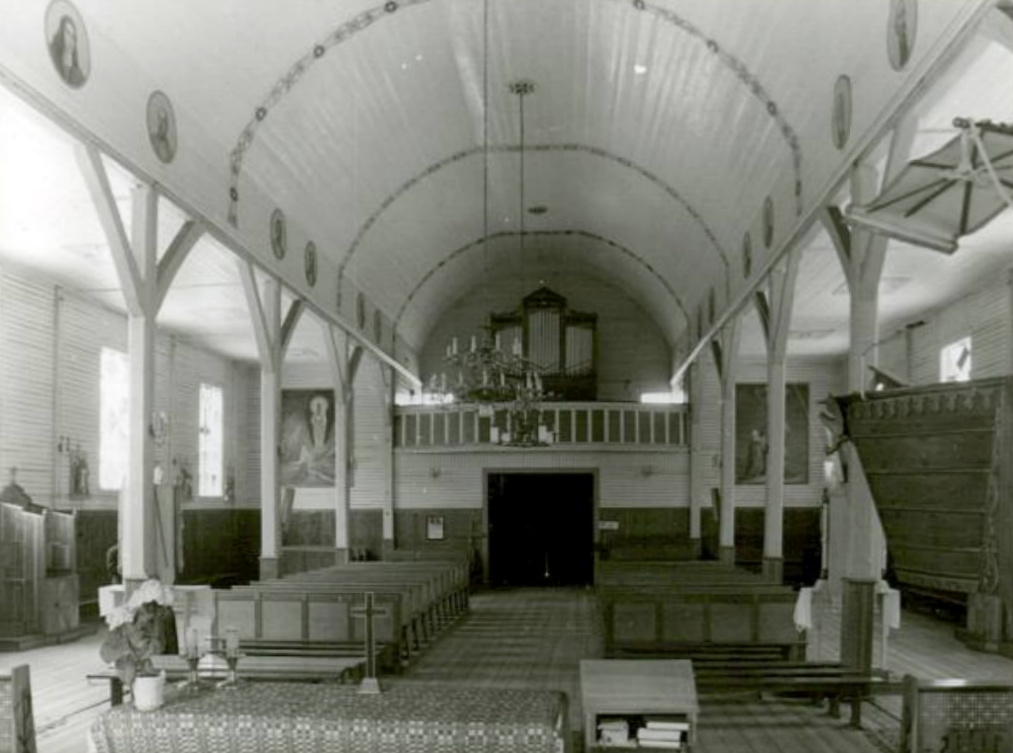
Widok na chór muzyczny (1986)
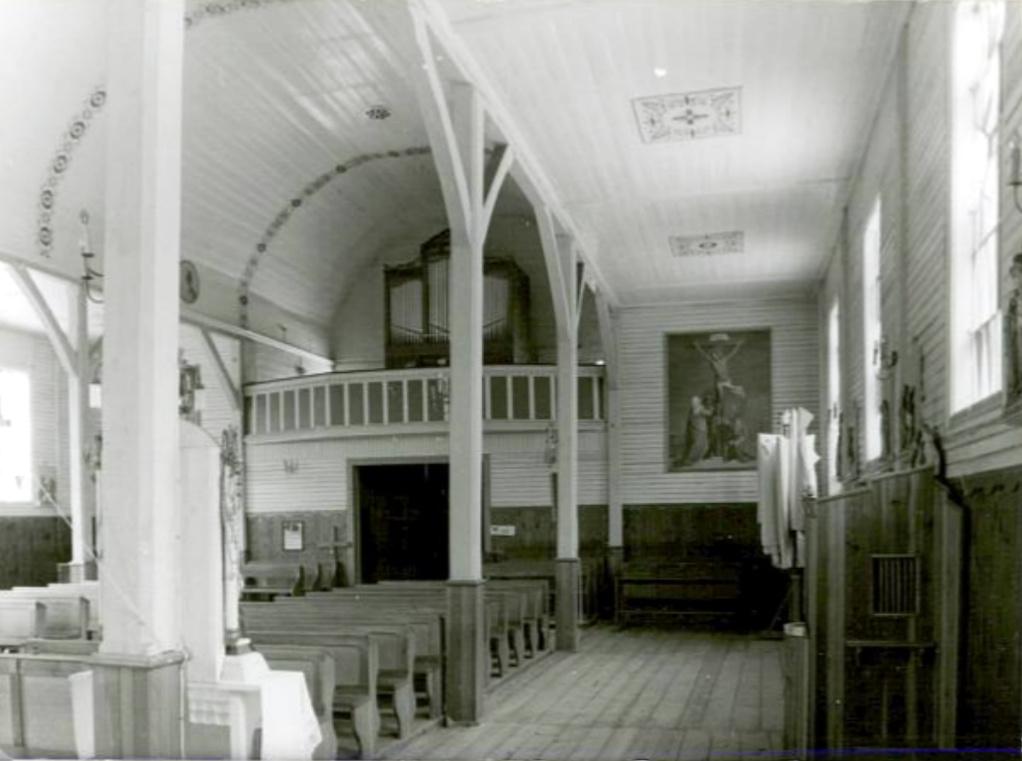
Widok z nawy bocznej w stronę chóru muzycznego (1986)
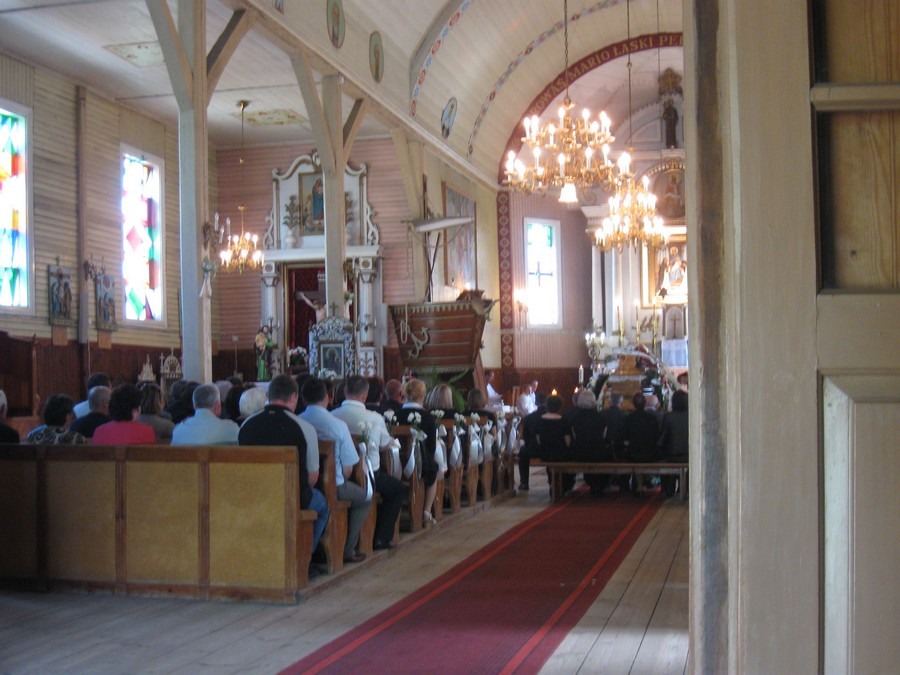
Wnętrze kościoła (2011)